# Monopareza
Monopareza – niedowład jednej kończyny powstały w wyniku organicznego uszkodzenia części pola ruchowego kory mózgowej.